# Imin
En imin er en funktionel gruppe eller kemisk forbindelse der indeholder en carbon-nitrogen dobbeltbinding, hvor der på nitrogenet sidder enten et hydrogen eller en organisk gruppe. Hvis gruppen ikke er et hydrogenatom, bliver stoffet nogle gange refereret til som en Schiff base. Carbonet har to yderligere enkeltbindinger.